# Idaea carneotincta
Idaea carneotincta är en fjärilsart som beskrevs av Hans Zerny 1935. Idaea carneotincta ingår i släktet Idaea och familjen mätare. Inga underarter finns listade i Catalogue of Life.